# Fortuinberg
De Fortuinberg is een helling in de Vlaamse Ardennen gelegen nabij Ronse. De Fortuinberg beklimt de zuidzijde van de Muziekberg. Op de top ligt het Muziekbos. Iets oostelijker komt de Kanarieberg omhoog.

## Wielrennen
De helling wordt vaker beklommen in ATB-wedstrijden. Iets oostelijker ligt de Kanarieberg, bekend uit Kuurne-Brussel-Kuurne.